# Patrick Lagrou
Patrick Lagrou (Brugge, 1 oktober 1949) is een Vlaams jeugdauteur. Hij is vooral bekend van de dolfijnenkindserie. Een terugkerend thema in Lagrou's boeken is de zee.

## Bekroningen
- 1994 - Prijs van de Kinder- en Jeugdjury Vlaanderen voor Het dolfijnenkind
- 1995 - 2de plaats KJJ voor Kreten in de mist
- 1995 - 2de plaats KJL voor Kreten in de mist
- 1996 - Prijs van de KJJ voor Het meisje uit de jungle
- 1996 - Prijs van de KJL voor Het meisje uit de jungle
- 1997 - Prijs van de Kinder- en Jeugdjury Limburg voor Het monster uit de diepte
- 1998 - Prijs van de Kinder- en Jeugdjury Limburg voor Sterrenkind
- 1999 - Prijs van de Kinder- en Jeugdjury Vlaanderen voor Het beest van de Canigou
- 1999 - Prijs van de Kinder- en Jeugdjury Vlaanderen voor In de klauwen van de duivel
- 2000 - Nominatie Kinder- en Jeugdjury Limburg voor Vervloekte aarde
- 2001 - 3de plaats Kinder- en Jeugdjury voor Volgelingen van Satan
- 2002 - Prijs van de Kinderjury van de ‘Kinderleesclubs V.Z.W.’ voor Tibo en de droomduivels
- 2002 - Prijs van de Kinder- en Jeugdjury Vlaanderen voor De spoken van McHaggis